# II-29

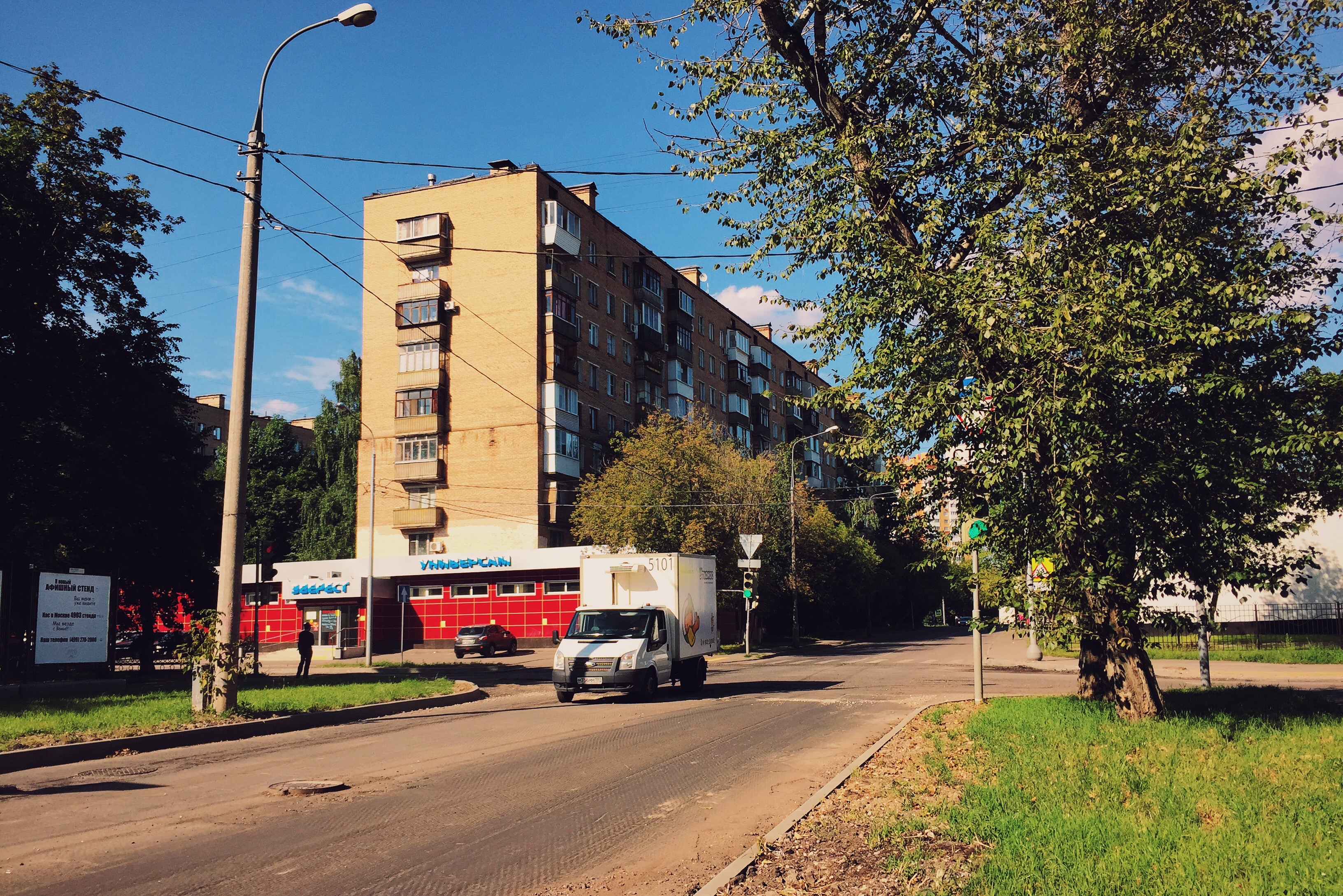

II-29 — одна из типовых серий жилых домов из изолированных блок-секций. Строилась с 1959 по 1976 год. В Москве дома серии II-29 строились в основном в районах: Ховрино, Северное и Южное Тушино, Дмитровский, Гольяново, Пресненский, Головинский, Новогиреево, Щукино, Хорошево-Мневники, Котловка, Южнопортовый, Академический, Гагаринский и других.
В Подмосковье дома серий II-29 строились в городах: Черноголовка, Ногинск, Одинцово, Химки, Долгопрудный, Реутов, Балашиха и других. В регионах строилась штучно, известны экземпляры в Орле, Владивостоке, Самаре, Конакове, Глазове, а также в отдельных городах Белоруссии и Украины.

## Описание
Дома серии II-29 значительно превосходят панельные аналоги, в частности, за счёт кирпичных стен, толщина которых достигает 51 см, что, в свою очередь, обеспечивает повышенную теплоизоляцию. В домах серии II-29 даже в холодные зимы всегда уютно и тепло, а в летний зной толстая кирпичная кладка поглощает жару, обеспечивая комфортную температуру жильцам даже без кондиционера. Это несомненный плюс и достоинство домов этой серии.
Из недостатков — небольшие площади квартир, маленькие кухни, отсутствие грузопассажирского лифта, звукоизоляция потолков.
В 2017 году в некоторых из этих домов был проведён капитальный ремонт.

## Основные характеристики
| Количество секций (подъездов) | 1 и более                              |
| Этажность                     | 9                                      |
| Высота потолков               | 2,64м                                  |
| Размеры дома                  | 32м x 16м                              |
| Лифты                         | пассажирский                           |
| Балконы                       | во всех квартирах                      |
| Количество квартир на этаже   | 4                                      |
| Перспектива сноса             | не числятся в списках подлежащих сносу |

## Площади квартир
| Комнатность          | Общая, м² | Жилая, м² | Кухня, м² |
| 1-комнатная квартира | 27,4      | 16,9      | 6,4       |
| 2-комнатная квартира | 33—44,2   | 21,6—29,4 | 5,2—6,1   |
| 3-комнатная квартира | 56,3—64,6 | 41—46     | 5,1—5,7   |

## Строительные конструкции
| Лестницы                                 | двухмаршевые, ступени и площадки — сборные железобетонные           |
| Мусоропровод                             | с загрузочным клапаном на межэтажной лестничной площадке            |
| Вентиляция                               | естественная вытяжная через вентиляционные блоки на кухне и санузле |
| Наружные стены                           | кирпичные, толщиной 510 мм                                          |
| Межкомнатные и межквартирные перегородки | гипсобетонные панели, толщиной 160 и 80 мм                          |
| Междуэтажные перекрытия                  | многопустотные панели толщиной 220 мм                               |
| Несущие стены                            | кирпичные, толщиной 510 мм                                          |
| Тип кровли                               | плоская                                                             |

## Примечание
1. ↑  Шерешевский И. А. Конструкции гражданских зданий. — М.: Архитектура-С, 2005.